# Rauhaariger Backenklee
Der Rauhaarige Backenklee (Lotus hirsutus L., Syn.: Dorycnium hirsutum (L.) Ser.), auch Langhaarige Backenklee oder Behaarte Backenklee genannt, ist eine Pflanzenart aus der Gattung Hornklee (Lotus) in der Unterfamilie der Schmetterlingsblütler (Faboideae) innerhalb der Familie der Hülsenfrüchtler (Fabaceae).

## Beschreibung

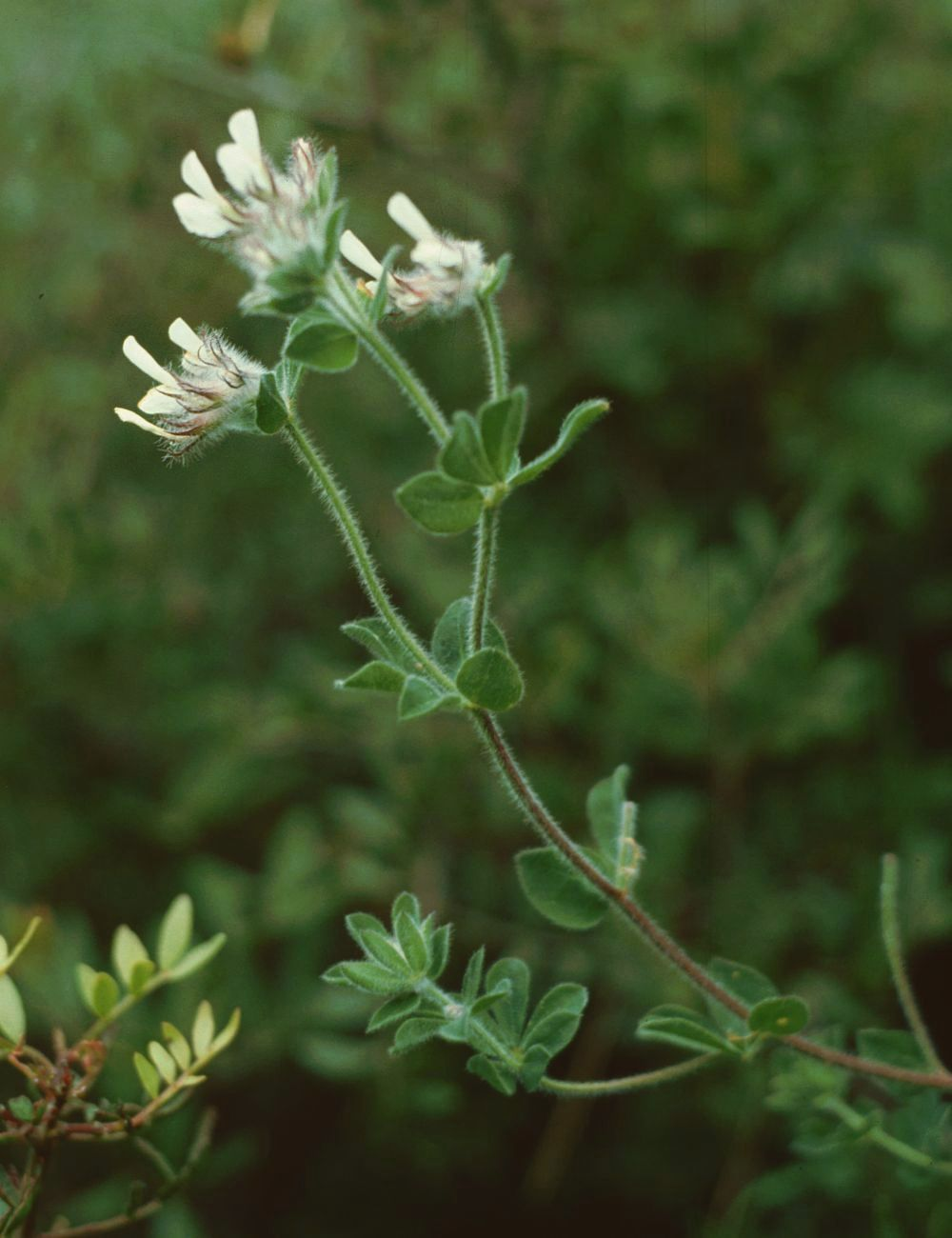
Blütenstand

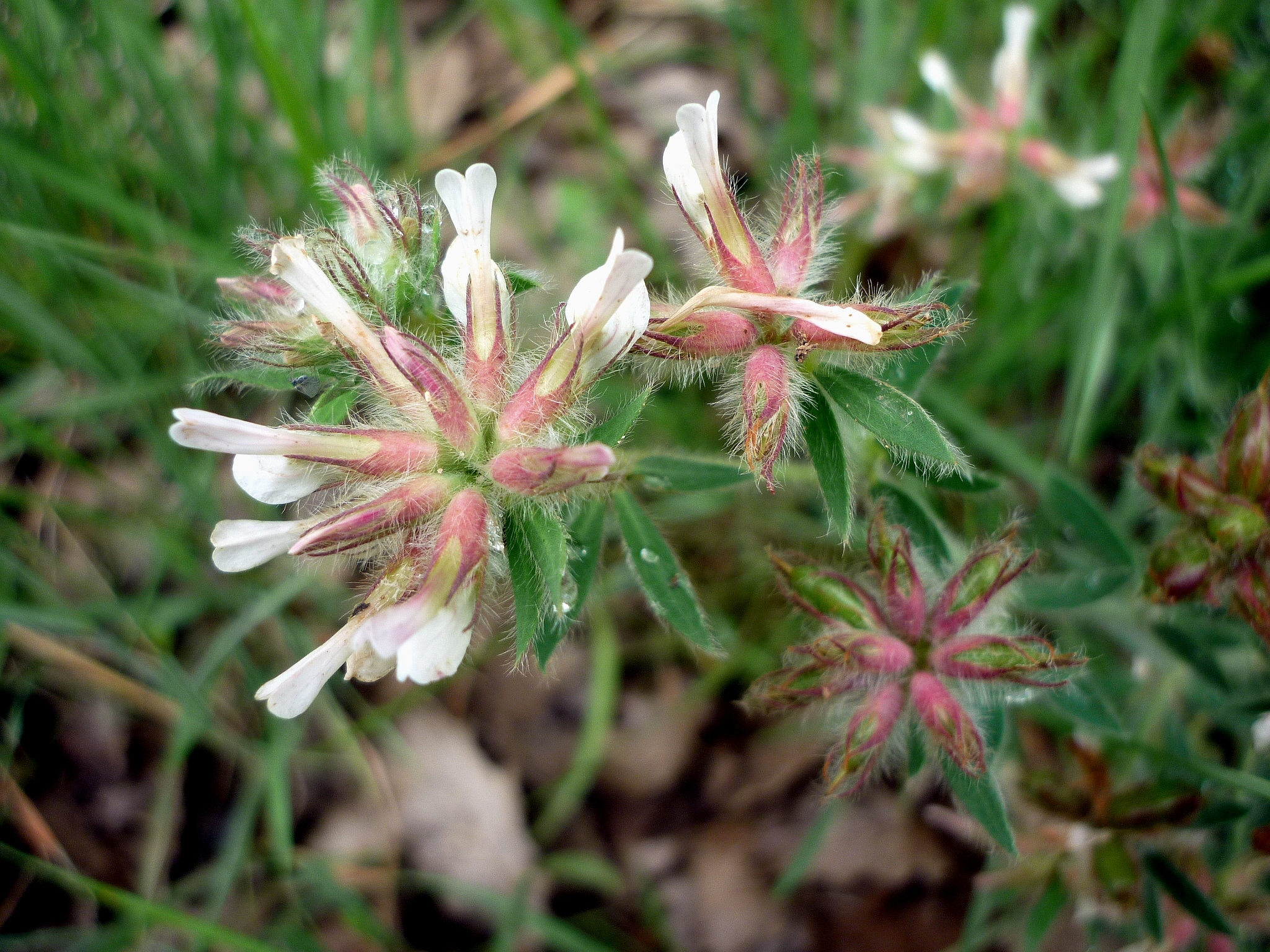
Blütenstände von oben

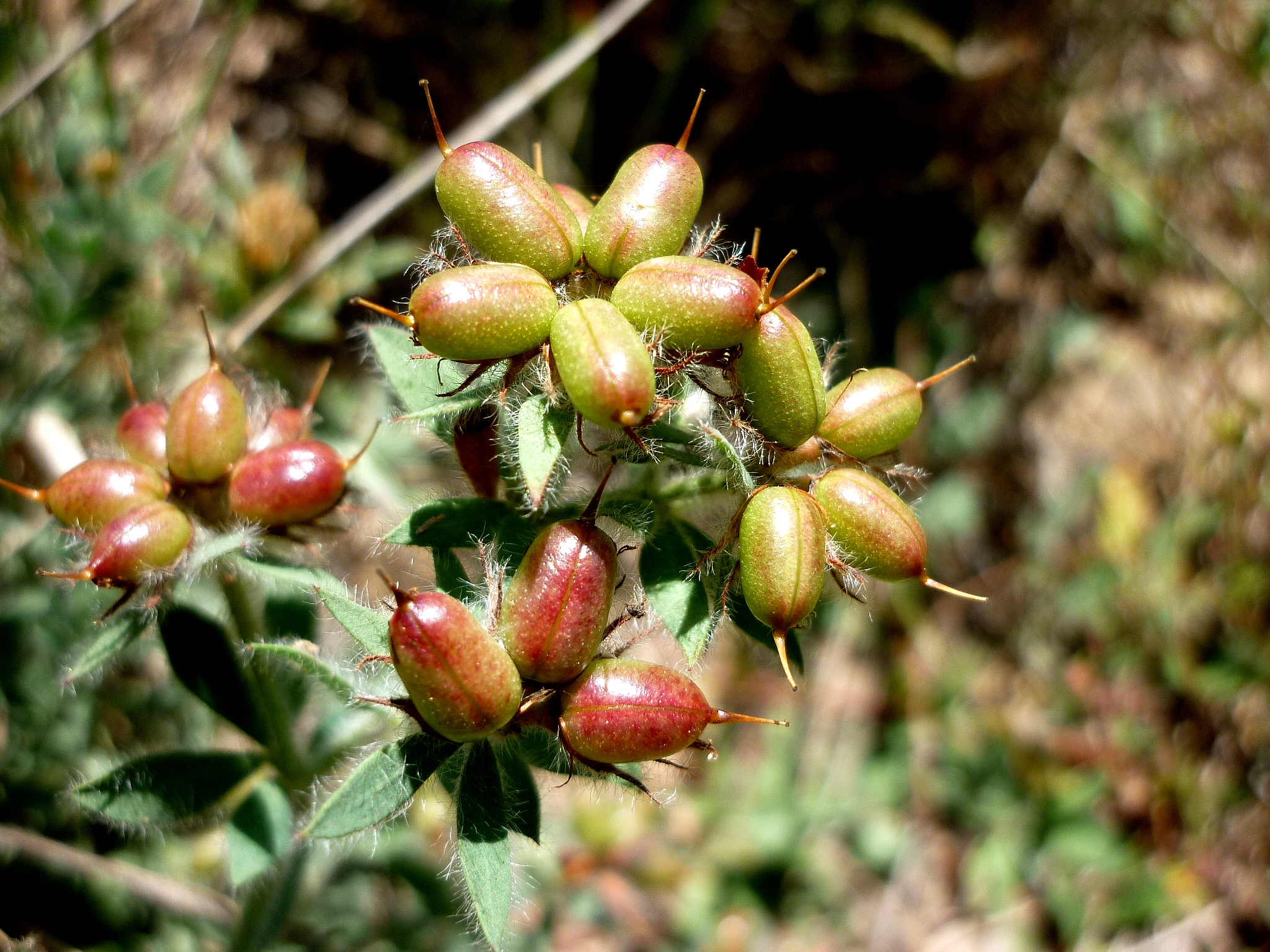
Fruchtstand

### Vegetative Merkmale
Der Rauhaarige Backenklee wächst als reich verzweigte und ausdauernde krautige Pflanze oder als halbimmergrüner Halbstrauch und erreicht Wuchshöhen von 20 bis 50 Zentimetern. Die Pflanze entwickelt sich aus einer Knospe, die über dem Boden überwintert. Wegen ihrer kräftigen Behaarung weist die Pflanze ein weißlich-silbriges Aussehen auf. Stängel, Laubblätter und Kelch sind mit bis zu 2 Millimeter langen, abstehenden Härchen (Trichome) versehen.
Die wechselständig angeordneten Laubblätter sind sitzend. Das unterste Blättchenpaar der fünfzähligen Blattspreiten erscheint wie zwei Nebenblätter. Die Rhachis ist sehr kurz oder sie fehlt. Die meist spitzen oder bespitzten, kurz gestielten Teilblättchen sind eiförmig bis verkehrt-eiförmig, mehr oder weniger behaart und ganzrandig. Die zwei echten Nebenblätter sind minimal. Allerdings wird das erste Blättchenpaar von einigen Autoren als blattartige Nebenblätter gedeutet.

### Generative Merkmale
Die Blütezeit reicht von Mai bis Juli. Wenige (fünf bis zehn) Blüten sind in einem dichten, achselständigen und köpfchenförmigen Blütenstand vereint.
Die zwittrigen Blüten sind zygomorph, bis zu 2 Zentimeter lang und fünfzählig mit doppelter Blütenhülle. Die fünf weißen bis hellrosafarbenen Kronblätter stehen in der typischen Form der Schmetterlingsblütler zusammen. Im Unterschied zum Krautigen Backenklee sind beim Langhaarigen Backenklee die oberen Enden der beiden Flügel nicht miteinander verwachsen. Der langhaarige, schmal becherförmige, teils rötliche Kelch besitzt, recht lange und pfriemliche Zipfel.
Die bauchige, zweiteilige und geschnäbelte, rötliche, eiförmige bis ellipsoide, fast kahle Hülsenfrucht ist wie der beständige Kelch 8 bis 12 Millimeter lang und enthält bis zu sechs Samen. Die kleinen, glänzenden und leicht gesprenkelten, glatten, orange-braunen Samen sind bei einer Länge von 1,5 bis 2 Millimetern leicht nierenförmig bis elliptisch.
Die Chromosomenzahl beträgt 2n = 14.

## Vorkommen
Der Rauhaarige Backenklee ist rund um das Mittelmeer (bis zu den Südalpen), in Portugal, und Westasien verbreitet. Innerhalb Europas gibt es Fundortangaben für Portugal, Spanien, die Balearen, Sardinien, Sizilien, Korsika, Frankreich, Italien, das frühere Jugoslawien, Albanien, Griechenland, Kreta, Inseln der Ägäis, Zypern und die Türkei.
Er gedeiht am besten auf trockenen, felsigen Hänge. Vorwiegend gedeiht er in der kollinen Höhenstufe, kommt aber bis in die montane Höhenstufe vor.

## Taxonomie
Die Erstveröffentlichung erfolgte 1753 unter dem Namen (Basionym) Lotus hirsutus durch Carl von Linné in Species Plantarum, Seite 775. Die Neukombination zu Dorycnium hirsutum (L.) Ser. wurde 1825 von Nicolas Charles Seringe in Augustin-Pyrame de Candolle: Prodromus systematis naturalis regni vegetabilis..., Volume 2, Seite 208 veröffentlicht. Ein weiteres Synonym für Dorycnium hirsutum (L.) Ser. ist Bonjeanea hirsuta (L.) Rchb.